# Beta Delphini
Beta Delphini (β Del, Rotanev) – najjaśniejsza gwiazda w gwiazdozbiorze Delfina. Jest ona odległa od Słońca o około 97 lat świetlnych.

## Nazwa
Nazwa Rotanev pojawiła się w katalogu Obserwatorium w Palermo z 1814 roku. Jej pochodzenie odkryto dopiero po latach – powstała w wyniku żartu astronoma włoskiego Niccolò Cacciatore, który nazwał tę gwiazdę łacińską wersją swego nazwiska rodowego, czytaną wspak (Venator). Międzynarodowa Unia Astronomiczna w 2016 roku formalnie zatwierdziła użycie tej nazwy dla określenia głównego składnika systemu.

## Charakterystyka
Rotanev to gwiazda spektroskopowo podwójna, której składniki to dwa podolbrzymy, podobne gwiazdy typu widmowego F5. Są oddalone średnio o 0,65″, co w przestrzeni odpowiada średniej odległości ok. 13 au. Ze względu na mimośród orbit, zbliżają się na odległość 8 au i oddalają do 18 au. Okrążają wspólny środek masy w okresie 26,7 roku, najbardziej oddalone były w 2002 roku. 
Oba składniki mają temperaturę ok. 6500 K, ale różnią się jasnością; Beta Delphini A jest 18 razy jaśniejszy od Słońca, podczas gdy składnik B ma jasność 8 razy większą od Słońca. Mają one masy nieco mniejsze niż 2 masy Słońca (jaśniejsza gwiazda jest nieznacznie masywniejsza). Oba składniki opuściły ciąg główny i przeistaczają się w olbrzymy, a zakończą życie jako para białych karłów.
Rotanev ma także optyczne towarzyszki, w pobliżu na niebie widoczne są jeszcze trzy inne gwiazdy, oznaczone jako składniki C, D i E. Mają one znacznie mniejszą paralaksę, co oznacza że są dużo bardziej oddalone od Słońca i nie są związane grawitacyjnie z układem Beta Delphini AB.